# Nahe-Felsen-Weg
Der Nahe-Felsen-Weg ist ein Wanderweg bei Idar-Oberstein an der Nahe. Er gehört zu den Traumschleifen im Wanderwegesystem des Saar-Hunsrück-Steigs und ist ein Rundwanderweg, der im Idar-Obersteiner Stadtteil Oberstein startet und endet. Er ist 9 km lang und wurde am 2. Juli 2010 mit dem Wandersiegel Premiumwanderweg zertifiziert.

## Verlauf
Startpunkt ist der Alte Marktplatz in Idar-Oberstein. Von der Altstadt aus führt der Weg an der Felsenkirche vorbei in den Wald hinein. Anschließend wird das Schloss Oberstein erreicht und im Anschluss die Burg Bosselstein, mit einem Ausblick über ganz Oberstein und die Preußischen Berge. Nachdem der Wald durchquert wurde, wird der nächste Aussichtspunkt mit Blick über die Idar-Obersteiner Stadtteile Nahbollenbach und Weierbach erreicht. Von dort führt der Weg hinab ins Naturschutzgebiet Altenberg. Und anschließend an den Gefallenen Felsen vorbei über einen Aussichtspunkt des Nahetals wieder zurück zu den Burganlagen und hinunter in die Altstadt.

## Sehenswürdigkeiten und Besonderheiten
Neben den Burganlagen des Obersteiner Schlosses und der Burg Bosselstein beherbergt das Naturschutzgebiet Altenberg zahlreiche Wildtier- und Vogelarten. Die Aussichtspunkte des Nahe-Felsen-Weges bieten Ausblicke über die Idar-Obersteiner Stadtteile Oberstein, Hohl, Struth, Nahbollenbach und Weierbach und die Nahe.